# Eugène Beyens (1816-1894)
Pour les articles homonymes, voir Eugène Beyens et Beyens.
Le baron Eugène Henri Léonard Beyens (Bruxelles, 12 novembre 1816 – Presles, 17 juillet 1894) est un diplomate belge.

## Biographie
Eugène Henri Léonard Beyens est le fils de Jean-Baptiste Julien Beyens (1766-1829), avocat à Bruxelles.
Il opte pour la carrière diplomatique et est nommé, le 5 juin 1848, secrétaire de légation de deuxième classe. Eugène Beyens marche d'abord sur les traces de son père en s'inscrivant au barreau après ses études de droit, puis il rentre rapidement aux affaires étrangères devenant ainsi un des premiers diplomates du Royaume de Belgique nouvellement constitué. 
Tout comme son père, il fut franc-maçon, membre de la loge bruxelloise Les amis philanthropes où il est mentionné comme "ministre de Belgique à La Haye".
Il est d'abord envoyé en poste à l'ambassade de Belgique à Madrid. Il y exerce la fonction de chargé d'affaires pendant un congé du baron du Jardin. Le 6 juin 1851, il est nommé secrétaire de légation de première classe.
Pendant la brève période où il fut secrétaire de légation à Cobourg, le duc Ernest II de Saxe-Cobourg et Gotha lui conféra le 26 novembre 1850 un titre héréditaire de baron.
Ce titre fit l'objet d'une reconnaissance dans des lettres patentes délivrées par Leopold 1er le 15 juillet 1851.
Il épouse à Madrid le 29 juin 1851 María de las Mercedes Alcalá Galiano y Valencia, fille de Antonio Alcalá Galiano, comte de Casa-Valencia (ca), et amie d'enfance d'Eugénie de Montijo. Le 25 octobre 1852, il est élevé à la dignité de chevalier de l'ordre de Léopold. Le 12 décembre 1852, il a une fille nommée Isabelle qui aura pour marraine la reine Isabelle II d'Espagne.

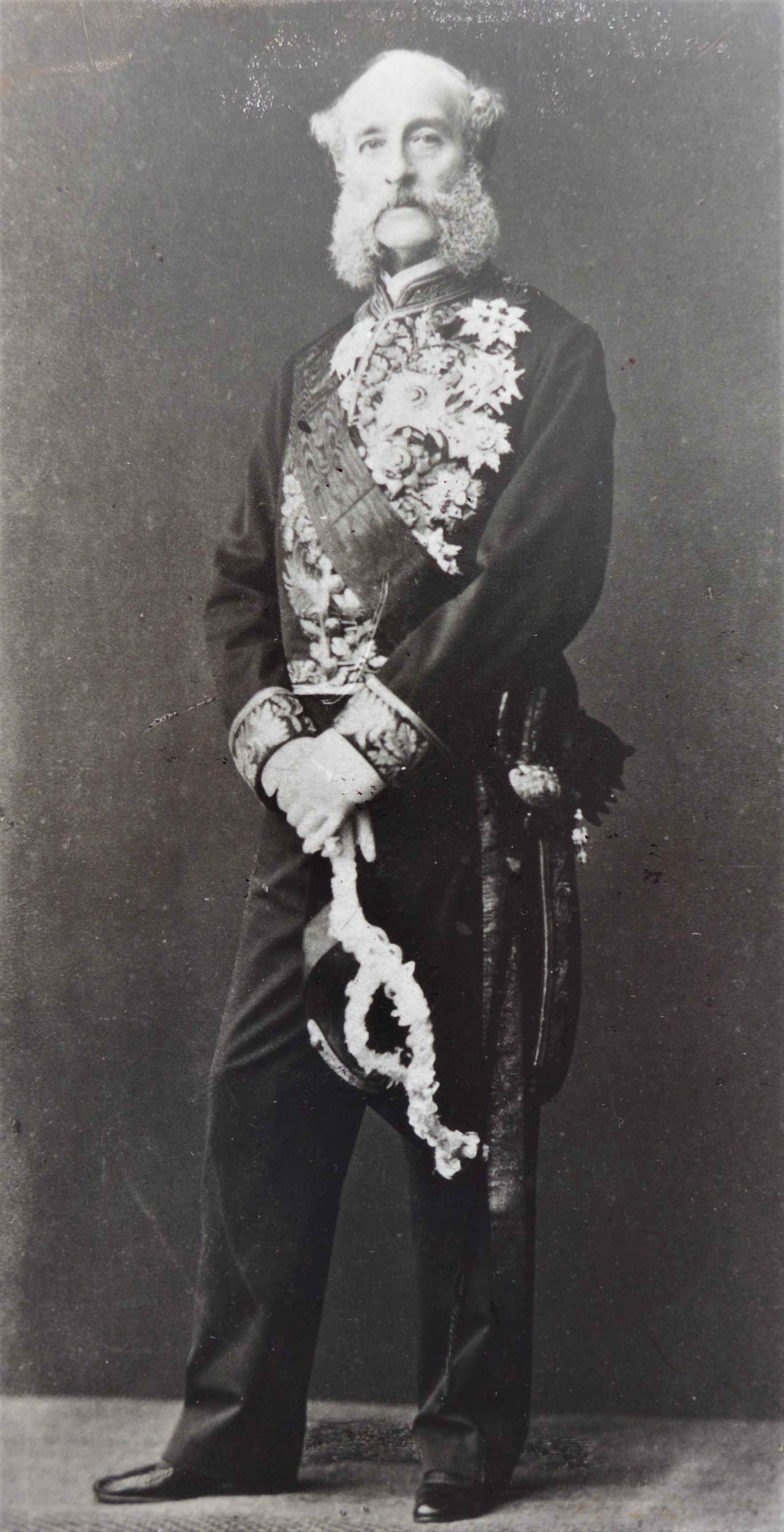
Le baron Beyens.

Après le mariage d'Eugénie de Montijo avec Napoléon III (1853), Eugène Beyens est transféré à l'ambassade de Paris. Le 24 mars 1855, il a un fils, Eugène Napoléon, qui aura l'Empereur et l'Impératrice pour parrain et marraine. En juin 1856, il est nommé conseiller de légation. Le 3 mai 1861, il a un troisième fils, Hubert. En 1864, il succède à Firmin Rogier au poste de ministre plénipotentiaire à Paris. Il conserve ce poste jusqu'à son décès, en 1894.
Il est inhumé au cimetière de Laeken.

## Distinctions
- Croix civique de première classe
- Grand-croix de l'ordre des Saints-Maurice-et-Lazare
- Grand-croix de l'ordre de la Couronne de chêne
- Grand-croix de l'ordre de Notre-Dame de Guadalupe (Mexique)
- Grand-croix de l'ordre du Lion et du Soleil
- Grand-croix de l'ordre du Christ
- Grand-croix de l'ordre de Charles III
- Grand officier de la Légion d'honneur
- Grand officier de l'ordre de Léopold
- Commandeur de l'ordre d'Isabelle la Catholique

## Sources
- Ferdinand Veldekens, Le Livre d'or de l'ordre de Léopold et de la Croix de fer, tome 1, Ch. Lelong, Bruxelles, 1858, s.v. Beyens.
- Charles Poplimont, La Belgique héraldique, tome 1, G. Adriaens, Bruxelles, 1863, p. 628.
- Fernand Vanlangenhove, « Beyens, Eugène, Napoléon, Baron », dans Biographie nationale de Belgique, tome 34, col. 71.